# Discorbina
Discorbina, en ocasiones erróneamente denominado Ardiscorbium, es un género de foraminífero bentónico de la familia Discorbidae, de la superfamilia Discorboidea, del suborden Rotaliina y del orden Rotaliida. Su especie tipo es Rotalia turbo. Su rango cronoestratigráfico abarca desde el Eoceno hasta la Actualidad.

## Clasificación
Se han descrito numerosas especies de Discorbina. Entre las especies más interesantes o más conocidas destacan:
- Discorbina chasteri
- Discorbina imperatoria
- Discorbina turbo
- Discorbina valvulata

Un listado completo de las especies descritas en el género Discorbina puede verse en el siguiente anexo.